# Салајна (Јута)
Салајна (енгл. Salina) град је у америчкој савезној држави Јута.

## Демографија
По попису из 2010. године број становника је 2.489, што је 96 (4,0%) становника више него 2000. године.
| Група             | 2000.         | 2010.         |
| Белци             | 2.266 (94,7%) | 2.257 (90,7%) |
| Афроамериканци    | 0 (0,0%)      | 1 (0,0%)      |
| Азијати           | 3 (0,1%)      | 6 (0,2%)      |
| Хиспаноамериканци | 67 (2,8%)     | 190 (7,6%)    |
| Укупно            | 2.393         | 2.489         |